# Pallacanestro in carrozzina ai Giochi paralimpici
La pallacanestro in carrozzina è sport paralimpico ai Giochi paralimpici estivi sin dalla prima edizione di Roma 1960.

## Medagliere
| Posizione | Paese       |    |    |    | Totale |
| --------- | ----------- | -- | -- | -- | ------ |
| 1         | Stati Uniti | 14 | 3  | 8  | 25     |
| 2         | Canada      | 6  | 1  | 1  | 8      |
| 3         | Israele     | 4  | 4  | 4  | 12     |
| 4         | Paesi Bassi | 3  | 6  | 4  | 13     |
| 5         | Germania    | 3  | 5  | 1  | 9      |
| 6         | Australia   | 2  | 5  | 1  | 8      |
| 7         | Argentina   | 1  | 2  | 2  | 5      |
| 8         | Francia     | 1  | 0  | 3  | 4      |
| 9         | Regno Unito | 0  | 4  | 6  | 10     |
| 10        | Giappone    | 0  | 1  | 2  | 3      |
| 11        | Cina        | 0  | 1  | 1  | 2      |
| 12        | Giamaica    | 0  | 1  | 0  | 1      |
| 12        | Spagna      | 0  | 1  | 0  | 1      |
| 14        | Svezia      | 0  | 0  | 1  | 1      |
| Totale    | Totale      | 34 | 34 | 34 | 102    |

## Tornei

### Uomini
| Edizione            | Classi | Oro         | Argento     | Bronzo      |
| ------------------- | ------ | ----------- | ----------- | ----------- |
| Roma 1960           | A      | Stati Uniti | Regno Unito | Israele     |
| Roma 1960           | B      | Stati Uniti | Paesi Bassi | Regno Unito |
| Tokyo 1964          | A      | Stati Uniti | Regno Unito | Israele     |
| Tokyo 1964          | B      | Stati Uniti | Argentina   | Israele     |
| Tel Aviv 1968       |        | Israele     | Stati Uniti | Regno Unito |
| Heidelberg 1972     |        | Stati Uniti | Israele     | Argentina   |
| Toronto 1976        |        | Stati Uniti | Israele     | Francia     |
| Arnhem 1980         |        | Israele     | Paesi Bassi | Stati Uniti |
| New York 1984       |        | Francia     | Paesi Bassi | Svezia      |
| Seul 1988           |        | Stati Uniti | Paesi Bassi | Francia     |
| Barcellona 1992     |        | Paesi Bassi | Germania    | Francia     |
| Atlanta 1996        |        | Australia   | Regno Unito | Stati Uniti |
| Sydney 2000         |        | Canada      | Paesi Bassi | Stati Uniti |
| Atene 2004          |        | Canada      | Australia   | Regno Unito |
| Pechino 2008        |        | Australia   | Canada      | Regno Unito |
| Londra 2012         |        | Canada      | Australia   | Stati Uniti |
| Rio de Janeiro 2016 |        | Stati Uniti | Spagna      | Regno Unito |
| Tokyo 2020          |        | Stati Uniti | Giappone    | Regno Unito |
| Parigi 2024         |        | Stati Uniti | Regno Unito | Germania    |

### Donne
| Edizione            | Oro            | Argento        | Bronzo      |
| ------------------- | -------------- | -------------- | ----------- |
| Tel Aviv 1968       | Israele        | Argentina      | Australia   |
| Heidelberg 1972     | Argentina      | Giamaica       | Israele     |
| Toronto 1976        | Israele        | Germania Ovest | Argentina   |
| Arnhem 1980         | Germania Ovest | Israele        | Stati Uniti |
| New York 1984       | Germania Ovest | Israele        | Giappone    |
| Seul 1988           | Stati Uniti    | Germania Ovest | Paesi Bassi |
| Barcellona 1992     | Canada         | Stati Uniti    | Paesi Bassi |
| Atlanta 1996        | Canada         | Paesi Bassi    | Stati Uniti |
| Sydney 2000         | Canada         | Australia      | Giappone    |
| Atene 2004          | Stati Uniti    | Australia      | Canada      |
| Pechino 2008        | Stati Uniti    | Germania       | Australia   |
| Londra 2012         | Germania       | Australia      | Paesi Bassi |
| Rio de Janeiro 2016 | Stati Uniti    | Germania       | Paesi Bassi |
| Tokyo 2020          | Paesi Bassi    | Cina           | Stati Uniti |
| Parigi 2024         | Paesi Bassi    | Stati Uniti    | Cina        |